# 프로피듐 아이오다이드
프로피디움 아이오다이드(Propidium iodide, PI)는 세포를 염색하는데 사용할 수 있는 형광 물질이다. PI는 세포분석기(flow cytometry)로 세포의 생존 능력(cell viability)을 평가 할 때나, 세포 주기 분석(cell cycle analysis)을 할 때 DNA 내용물을 평가할때, DNA를 염색(PI stain)하기 위해 사용한다. 또한 현미경 상에서 핵과 다른 DNA포함 세포소기관을 관찰하기 위해 사용한다. PI는 살아있는 세포의 세포막을 통과하지 못하기 때문에, 괴저성 또는 세포자살 세포로부터 건강한 세포를 구별하는데 이용할 수 있다. PI는 또한 RNA에도 결합하므로, RNA와 DNA 염색을 구분하기 위해서는 핵산분해효소(nuclease) 처리가 필요하다.

## 같이 보기
- SYBR 그린 I
- 브로민화 에티듐